# ساتاکه یوشینوبو

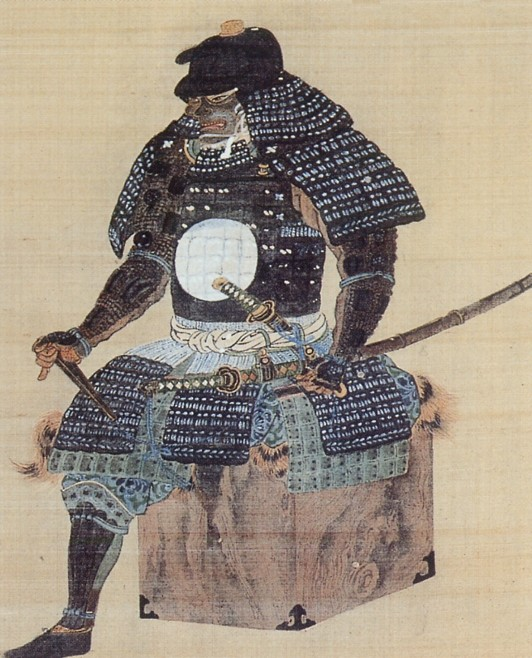
ساتاکه یوشینوبو

ساتاکه یوشینوبو (به ژاپنی: 佐竹 義宣 Satake Yoshinobu) (۱۵۷۰-۱۶۳۳) یک دایمیو در دوره آزوچی–مومویاما و اوایل دوره ادو بود.